# Highgrove (California)
Highgrove es un lugar designado por el censo ubicado en el condado de Riverside en el estado estadounidense de California. En el año 2000 tenía una población de 3.445 habitantes y una densidad poblacional de 1.230,4 personas por km².

## Geografía
Highgrove se encuentra ubicado en las coordenadas 34°00′55″N 117°19′51″O / 34.015253, -117.330926. Según la Oficina del Censo, la ciudad tiene un área total de 2,8 km² (1,1 mi²), de la cual 2,8 km² (1,1 mi²) es tierra y 0 km² (0 mi²) (0%) es agua. Highgrove se ubica en un área no incorporada del Condado de Riverside entre la Ciudad de Riverside y la Ciudad de Grand Terrace. Se encuentra al este de la Interestatal 215 y al norte del campus de la Universidad de Riverside.

## Demografía
Según la Oficina del Censo en 2000 los ingresos medios por hogar en la localidad eran de $30.685, y los ingresos medios por familia eran $33.929. Los hombres tenían unos ingresos medios de $32,199 frente a los $27.177 para las mujeres. La renta per cápita para la localidad era de $16,422. Alrededor del 27.8% de la población estaban por debajo del umbral de pobreza.